# Riedelella krstanovskii
Riedelella krstanovskii är en plattmaskart som beskrevs av Timoshkin OA 200. Riedelella krstanovskii ingår i släktet Riedelella och familjen Rhynchokarlingiidae. Inga underarter finns listade i Catalogue of Life.